# Neillia sparsiflora
Neillia sparsiflora là loài thực vật có hoa trong họ Hoa hồng. Loài này được Rehder mô tả khoa học đầu tiên năm 1920.